# الصالون (فلم)
الصالون هو فيلم كوميديا دراما إنتاج 2005 من إخراج مارك براون، بطولة فيفيكا آفوكس، دارين ديويت هينسون وكيم وايتلي.

## القصة
في فيلم «ذا صالون» تملك جيني مركز تجميل وتديره بنفسها، لكنها تتلقى عرضا من هيئة المياه والطاقة بشراء المحل لأنه يقع في كردون مشروع ما تعمل عليه الهيئة، لكنها ترفض العرض، وترفع قضية على الهيئة في المحكمة لتنقذ مركزها، وخلال هذه الرحلة تعثر على الحب الذي طالما بحثت عنه.

## وصلات خارجية
- مقالات تستعمل روابط فنية بلا صلة مع ويكي بيانات